# Hiroshi Katayama
Hiroshi Katayama (jap. 片山 洋, Katayama Hiroshi; * 28. Mai 1940 in Tokio) ist ein ehemaliger japanischer Fußballspieler.

## Nationalmannschaft
1961 debütierte Katayama für die japanische Fußballnationalmannschaft. Katayama bestritt 38 Länderspiele. Mit der japanischen Nationalmannschaft qualifizierte er sich für die Olympischen Spiele 1964 und 1968. Bei den Olympischen Spielen 1968 konnte Japan die Bronzemedaille gewinnen.

## Errungene Titel

### Mit der Nationalmannschaft
- Olympische Sommerspiele 1968: Bronzemedaille

### Mit seinen Vereinen
- Japan Soccer League: 1969
- Kaiserpokal: 1971

## Persönliche Auszeichnungen
- Japan Soccer League Best Eleven: 1966, 1967, 1968, 1969, 1970